# Сюодо, Жан-Клод
Жан-Клод Сюодо (фр. Jean-Claude Suaudeau; род. 24 мая 1938, Шоле) — французский футболист и тренер. Вся его профессиональная карьера была связана с клубом «Нант».

## Карьера

### Игровая
Родился в Шоле, там же начал играть за местную любительскую команду. В 1960 году перешёл в «Нант», с 1963 года участвовавший в чемпионате Дивизиона 1. Играл на позиции опорного полузащитника. Выиграл с «Нантом» два чемпионских титула (1964/65, 1965/66). Всего в высшем дивизионе сыграл 170 матчей, забил 16 мячей.
В 1966—1967 годах провёл 4 матча за сборную Франции.
| Матчи за сборную Франции | Матчи за сборную Франции | Матчи за сборную Франции | Матчи за сборную Франции | Матчи за сборную Франции | Матчи за сборную Франции | Матчи за сборную Франции | Матчи за сборную Франции |
| ------------------------ | ------------------------ | ------------------------ | ------------------------ | ------------------------ | ------------------------ | ------------------------ | ------------------------ |
| №                        | Дата                     | Место                    | Соперник                 | Счёт                     | время игры               | Голы                     | Тип матча                |
| 1                        | 28 сентября 1966         | Будапешт                 | Венгрия                  | 2:4                      | 1—90 мин.                |                          | Товарищеский матч        |
| 2                        | 22 октября 1966          | Париж                    | Польша                   | 2:1                      | 1—90 мин.                |                          | Отбор к Евро 1968        |
| 3                        | 11 ноября 1966           | Брюссель                 | Бельгия                  | 1:2                      | 1—90 мин.                |                          | Отбор к Евро 1968        |
| 4                        | 22 марта 1967            | Париж                    | Румыния                  | 1:2                      | 1—65 мин.                |                          | Товарищеский матч        |

### Послеигровая
После окончания карьеры игрока остался в клубе и, получив необходимое образование, работал тренером молодёжных команд, затем возглавлял центр подготовки «Нанта». В 1982—1988 годах являлся главным тренером «Нанта», после чего вновь занялся работой с молодёжью. В 1991—1997 годах — снова главный тренер «Нанта». В основном составе команды под руководством Сюодо играло много футболистов, прошедших клубную школу подготовки игроков. Среди его воспитанников — Дидье Дешам, Марсель Десайи и Кристиан Карамбё.
Приводил «Нант» к чемпионскому званию в сезонах 1982/83 и 1994/95 (ещё два раза занимал 2-е место, а также выходил в финал Кубка Франции), в сезоне-1995/96 «Нант» под его руководством вышел в полуфинал Лиги чемпионов. Тренер года во Франции по версии France Football в 1985, 1992 и 1994 годах.
Кавалер «национального ордена „За Заслуги“» (1999)